# Finsternheim
Finsternheim ist ein Ortsteil der Ortsgemeinde Bundenthal im Landkreis Südwestpfalz in Rheinland-Pfalz. Bis 1834 war er eine selbständige Gemeinde.

## Lage
Finsternheim befindet sich im Wasgau im Südwesten des Siedlungsgebiets der Gemeinde Bundenthal und schlängelt sich entlang des rechten Ufers der Wieslauter. In diesem Bereich befindet sich die Finsternheimer Straße. Eine räumliche Trennung zwischen Finsternheim und dem Kernort Bundenthal existiert nicht. Nördlich schließt sich außerdem die bereits zu Rumbach gehörende Falkenmühle an.

## Geschichte
Bis 1797 gehörte Finsternheim zur Vogtei Schlettenbach. Diese war wiederum Bestandteil der Propstei Weißenburg. Von 1798 bis 1814 war der Ort Teil der Ersten Französischen Republik (bis 1804) und anschließend Teil des Ersten Französischen Kaiserreichs. 1834 wurde der Ort schließlich nach Bundenthal eingemeindet. Von 1969 bis 1989 war er zusammen mit Bundenthal und Bruchweiler-Bärenbach Bestandteil der Ortsgemeinde Wieslautern. Inzwischen wird Finsternheim nicht mehr als eigenständige Siedlung wahrgenommen.

## Verkehr und Infrastruktur
Das Siedlungsgebiet von Finsternheim besteht aus der Finsternheimer Straße, der Friedhofstraße und der Wegelnburgstraße. Am südöstlichen Rand befindet sich der Bundenthaler Friedhof.  Zwei Fachwerkhäuser in der Friedhofstraße stehen zudem unter Denkmalschutz.